# Bortezomib
Bortezomib, pod zaščitenim imenom Velcade in drugimi, je protirakavo zdravilo, ki se uporablja za zdravljenje diseminiranega plazmocitoma in limfoma plaščnih celic. Pri diseminiranem plazmocitomu se uporablja pri še nezdravljenih bolnikih kot tudi tistih, ki so bili predhodno zdravljeni z drugimi zdravili. Navadno se uporablja v kombinaciji z drugimi zdravili. Uporablja se parenteralno, z injiciranjem.
Med pogoste neželene učinke spadajo driska, slabost, utrujenost, zmanjšano število belih krvničk in/ali krvnih ploščic, vročina, občutek odrevenelosti na koži ali v okončinah, utrujenost, zadihanost, izpuščaj in bolečine v trebuhu. Drugi hudi neželeni učinki, ki jih lahko povzroči bortezomib, so nizek krvni tlak, sindrom tumorske lize, srčno popuščanje in sindrom reverzibilne posteriorne levkoencefalopatije. Spada v skupino zaviralcev proteasoma. Zavira delovanje proteasomov, celičnih kompleksov, ki razgrajujejo beljakovine.
Bortezomib so v ZDA odobrili leta 2003, v Evropski uniji pa leta 2004. Uvrščen je na seznam osnovnih zdravil Svetovne zdravstvene organizacije, torej med najpomembnejša učinkovita in varna zdravila, potrebna za normalno zagotavljanje zdravstvene oskrbe.

## Klinična uporaba
Bortezomib se uporablja:
- samostojno ali v kombinaciji s pegiliranim liposomskim doksorubicinom ali z deksametazonom pri odraslih bolnikih s diseminiranim plazmocitomom, ki so prejeli najmanj eno predhodno vrsto zdravljenja in so jim že presadili krvotvorne matične celice ali za presaditev niso primerni;
- v kombinaciji z melfalanom in prednizonom za zdravljenje odraslih bolnikov, pri katerih diseminirani plazmocitom še ni bil zdravljen in pri katerih pred presaditvijo krvotvornih matičnih celic kemoterapija v velikih odmerkih ni primerna;
- v kombinaciji z deksametazonom ali deksametazonom in talidomidom za indukcijsko zdravljenje odraslih bolnikov, pri katerih diseminirani plazmocitom še ni bil zdravljen in pri katerih je pred presaditvijo krvotvornih matičnih celic mogoča kemoterapija v velikih odmerkih;
- v kombinaciji z rituksimabom, ciklofosfamidom, doksorubicinom in prednizonom indicirano za zdravljenje odraslih bolnikov z limfomom plaščnih celic, ki še niso prejemali zdravljenja in pri katerih presaditev krvotvornih matičnih celic ni mogoča.

## Neželeni učinki
Med zdravljenjem z bortezomibom se zelo pogosto pojavijo neželeni učinki na prebavila, kot so slabost, driska, bruhanje in zaprtje. Občasno so poročali tudi o primerih zapore črevesja. Med pogoste neželene učinke spadajo tudi utrujenost, zmanjšano število belih krvničk in/ali krvnih ploščic, vročina, občutek odrevenelosti na koži ali v okončinah, utrujenost, zadihanost, izpuščaj in bolečine v trebuhu.
Drugi hudi neželeni učinki, ki jih lahko povzroči bortezomib, so nizek krvni tlak, sindrom tumorske lize, srčno popuščanje in sindrom reverzibilne posteriorne levkoencefalopatije.
Ob uporabi bortezomiba je veliko tveganje za reaktivacijo virusa noric oziroma za pojav pasovca, vendar se z uporabo profilaktičnega protivirusnega zdravljenja (na primer z aciklovirjem) tveganje znatno zmanjša.
Pojavijo se lahko neželeni učinki na očeh, kot sta halazij in hordeol (ječmenček), ki pa so pogostejši pri ženskah. Poročali so tudi o primerih akutnega intersticijskega nefritisa.

## Mehanizem delovanja
Bortezomib je bil prvo odobreno zdravilo iz nove skupine učinkovin – zaviralcev proteasoma. Zavira delovanje proteasomov, celičnih kompleksov, ki selektivno razgrajujejo beljakovine, ki uravnavajo celični cikel in prepisovanje genov, zaviralne dejavnike in napačno sestavljene ali poškodovane beljakovine. Proteasomi s tem ključno prispevajo k celični homeostazi in poteku celičnega cikla, njihovo zaviranje pa povzroči spremembo v znotrajceličnih signalnih poteh ter sproži apoptozo.